# Сакраменто (Кентаки)
Сакраменто (енгл. Sacramento) град је у америчкој савезној држави Кентаки.

## Демографија
По попису из 2010. године број становника је 468, што је 49 (-9,5%) становника мање него 2000. године.
| Група             | 2000.       | 2010.       |
| Белци             | 483 (93,4%) | 438 (93,6%) |
| Афроамериканци    | 16 (3,1%)   | 19 (4,1%)   |
| Азијати           | 0 (0,0%)    | 0 (0,0%)    |
| Хиспаноамериканци | 5 (1,0%)    | 5 (1,1%)    |
| Укупно            | 517         | 468         |